# Paul Romano
Pour les articles homonymes, voir Romano.
Paul Romano, né le 3 octobre 1891 à Buenos Aires et mort le 21 janvier 1961 à Berck, est un footballeur international français, frère aîné de Félix Romano.

## Biographie
Son poste de prédilection est défenseur. Il compte trois sélections en équipe de France de football, Luxembourg-France au stade Racing club à Luxembourg en 1911, France-Suisse au stade de stade de Paris à Saint-Ouen en 1912, Italie-France à Turin au Campo Torino en 1912.

### Clubs successifs
- Étoile des Deux Lacs

### Carrière
Paul caressait un rêve : celui de disputer un match de l'équipe de France en compagnie de son frère Félix. Un challenge qu'il n'atteignit jamais car il disparut des plans des sélectionneurs après l'exploit à Turin, en 1912.[réf. nécessaire]

## Palmarès
- Vainqueur du Trophée de France 1912